# Dariusz Wódke
Dariusz Wódke (Varsavia, 26 febbraio 1957) è un maestro di scherma ed ex schermidore polacco, specialista della sciabola.

## Biografia
Specialista della sciabola, nel corso della carriera ha vinto una medaglia d'oro e due di bronzo ai campionati mondiali di scherma.
Terminata l'attività agonistica, ha iniziato quella di Maestro di scherma in vari circoli sportivi italiani. È stato il primo maestro della fiorettista Camilla Mancini (oro mondiale 2017) ed ha seguito la crescita della sciabolatrice Manuela Spica (bronzo a squadre agli Europei 2025).

## Successi sportivi ottenuti nel periodo di appartenenza al club accademico AZS – AWF Varsavia (anni 1969 – 1988)
- Campionati Mondiali Under 20: 4º posto 1976 (Poznan)
- Campionati Mondiali Under 20: 5º posto 1977 (Vienna)
- Campionati Nazionali Assoluti: 1º posto 1979 (Olsztyn)
- Campionati Mondiali Assoluti (a squadre): 3º posto 1979 (Melbourne)
- Coppa del Mondo di Sciabola: 6º posto (Abano Terme)
- Campionati Nazionali Assoluti (indiv. di sciabola): 1º posto 1981 (Warszawa)
- Campionati Mondiali Assoluti (individuale): 1º posto 1981 (Clermont-Ferrand)
- Campionati Mondiali Assoluti (a squadre): 3º posto 1981 (Clermont-Ferrand)
- Torneo Internazionale di Budapest: 1º posto 1981 (Budapest) (per la prima volta nel mondo ed in una finale è stata usata la sciabola elettrica).
- Campionati Mondiali Assoluti (individuale): 9º posto 1982 (Roma)
- Universiade (individuale): 5º posto 1983 (Edmonton)
- Torneo Internazionale di Vienna: 1º posto 1983 (Vienna)
- Coppa del Mondo di Sciabola (Hungaria): 1º posto 1984 (Budapest)
- Coppa del Mondo di Sciabola: 7º posto 1984 (Mosca)
- Coppa del Mondo di Sciabola: 4º posto 1984 (Hannover)
- Coppa del Mondo di Sciabola: 3º posto 1984 (Classifica finale)
- Coppa del Mondo di Sciabola: 3º posto 1985 (Budapest)
- Campionati Mondiali Assoluti: 9º posto 1985 (Barcellona)
- Coppa del Mondo di Sciabola: 7º posto 1987 (New York)